# Lo sguardo di Ulisse
Lo sguardo di Ulisse è un film del 1995 diretto da Theo Angelopoulos, vincitore del Grand Prix Speciale della Giuria al 48º Festival di Cannes.
Il film venne dedicato a Gian Maria Volonté che morì per infarto durante le riprese e venne sostituito da Erland Josephson.

## Trama
Un regista greco in esilio ritorna a casa ed inizia un viaggio epico per i Balcani in cerca di tre bobine cinematografiche, date per perdute, dei fratelli Manakis, i fotografi pionieri che introdussero il cinema nei Balcani all'inizio del '900. Durante questa ricerca attraversa numerose nazioni balcaniche, che devono affrontare i problemi interni causati dalla caduta del comunismo; dalla Bulgaria alla nascente Repubblica di Macedonia, per finire le sue peripezie a Sarajevo durante la guerra di Bosnia-Erzegovina in una Jugoslavia che si sta disintegrando. Arriva a Sarajevo durante l'assedio, dove riesce a trovare le preziose bobine, conservate da un vecchio proiezionista, che cerca di preservare il patrimonio cinematografico del suo paese in disfacimento.

## Riconoscimenti
- 1995 - Festival di Cannes
  - Grand Prix Speciale della Giuria
  - Premio FIPRESCI